# 甲眼的鯛科
甲眼的鯛科是輻鰭魚綱海魴目的其中一科。

## 分類
甲眼的鯛科下分3個屬，如下：

### Capromimus屬
- （Capromimus abbreviatus）

### 菱海魴屬（Cyttomimus）
- 青菱海魴（Cyttomimus affinis）：又稱青甲眼的鯛。
- 柱菱海魴（Cyttomimus stelgis）

### 小海魴屬（Zenion）
- 小海魴（Zenion hololepis）：又稱甲眼的鯛、穴海魴。
- 日本小海魴（Zenion japonicum）：又稱日本甲眼的鯛。
- 弱鱗小海魴（Zenion leptolepis）
- 長翅小海魴（Zenion longipinnis）